# Aravind Adiga
Aravind Adiga (kannada: ಅರವಿಂದ ಅಡಿಗ), född 23 oktober 1974 i Madras, är en indisk journalist och författare. Hans debutroman "Den vita tigern" vann Bookerpriset 2008.

## Biografi

### Uppväxt och studietid
Aravind Adiga föddes i den indiska staden Madras. Hans föräldrar, Dr. K. Madhava Adiga och Usha Adiga, härstammar båda från Kannadafolket och växte upp i Mangaluru. Aravinds farfar, K. Suryanarayana Adiga, var före sin död ordförande i Karnataka bank. Precis som sina föräldrar växte Aravind upp i Mangaluru. Han studerade på Canara High School, och tog examen från St Aloysius' College 1990. Efter att ha emigrerat till Sydney med sin familj studerade han på lantbruksgymnasiumet James Ruse Agricultural High School och senare engelska på Columbia University i New York för Simon Schama och examinerades 1997 med det årets näst högsta poäng. Han har även studerat på Magdalen College i Oxford.

### Karriär
Adiga påbörjade sin journalistiska karriär som biträdande journalist på tidningen Financial Times. Med sin artiklar i både Financial Times och Money rapporterade han om börsmarknaden och intervjuade bland andra Donald Trump. Hans recenserade även boken Oscar and Lucinda, skriven av 2007 års Bookerprisvinnare Peter Carey, och recensionen publicerades på webbsajten The Second Circle.
Han anställdes senare av Time Magazine som Asienkorrespondent i tre år innan han blev frilansjournalist. Det var under sin tid som frilansare som han skrev boken Den vita tigern. För närvarande bor Adiga i Mumbai, Indien.

### Bookerpriset
Aravind Adigas debutbok Den vita tigern vann Bookerpriset 2008. Han är den fjärde indiskfödda författaren som vinner priset efter Salman Rushdie, Arundhati Roy och Kiran Desai. (V.S. Naipaul, som vann priset 1971, är av indisk härkomst, men inte född i Indien). Bland de fem andra nominerade fanns ytterligare en indisk författare, Amitrav Gosh, och ytterligare en debuterande författare, Steve Toltz.
Den vita tigern handlar om kontrasterna mellan Indiens växande status som en modern, global ekonomi och huvudpersonen Balram som kommer från landsbygdens extrema fattigdom. Boken lyfter fram de brutala orättvisorna i det indiska samhället, men enligt Adiga själv är inte boken en attack mot Indien, utan mer en slags självransakningsprocess. Han menar att kritiken från författare som Gustave Flaubert, Honoré de Balzac och Charles Dickens hjälpte England och Frankrike under 1800-talet att bli bättre samhällen.
Kort efter att Adiga vunnit Bookerpriset uppstod rykten om att han året innan hade avskedat den agent som säkrat Adigas kontrakt med Atlantic Books under 2007 års London Book Fair. I april 2009 avslöjades det att Den vita tigern kommer att filmatiseras.

### Mellan attentaten
Adigas andra bok Mellan attentaten (Between the Assassinations) gavs ut i Indien i november 2008, i USA och Storbritannien i juli 2009 och i Sverige i slutet av mars 2010. Boken innehåller tolv sammanlänkade noveller. Boken är utgiven på svenska av Brombergs bokförlag (2010)

### Romaner
- Den vita tigern - 2009
- Mellan attentaten - 2010
- Siste mannen i tornet - 2012

### Noveller
- "The Sultan's Battery" (The Guardian, 18 oktober 2008, direktlänk (på engelska))
- "Smack" (The Sunday Times, 16 november 2008, direktlänk (på engelska))
- "Last Christmas in Bandra" (The Times, 19 december 2008, direktlänk (på engelska))
- "The Elephant" (The New Yorker, 26 januari 2009, direktlänk (på engelska))